# Hibiscus calyphyllus
Hibiscus calyphyllus es una especie de arbusto de la familia de las malváceas. Es originario del África tropical.

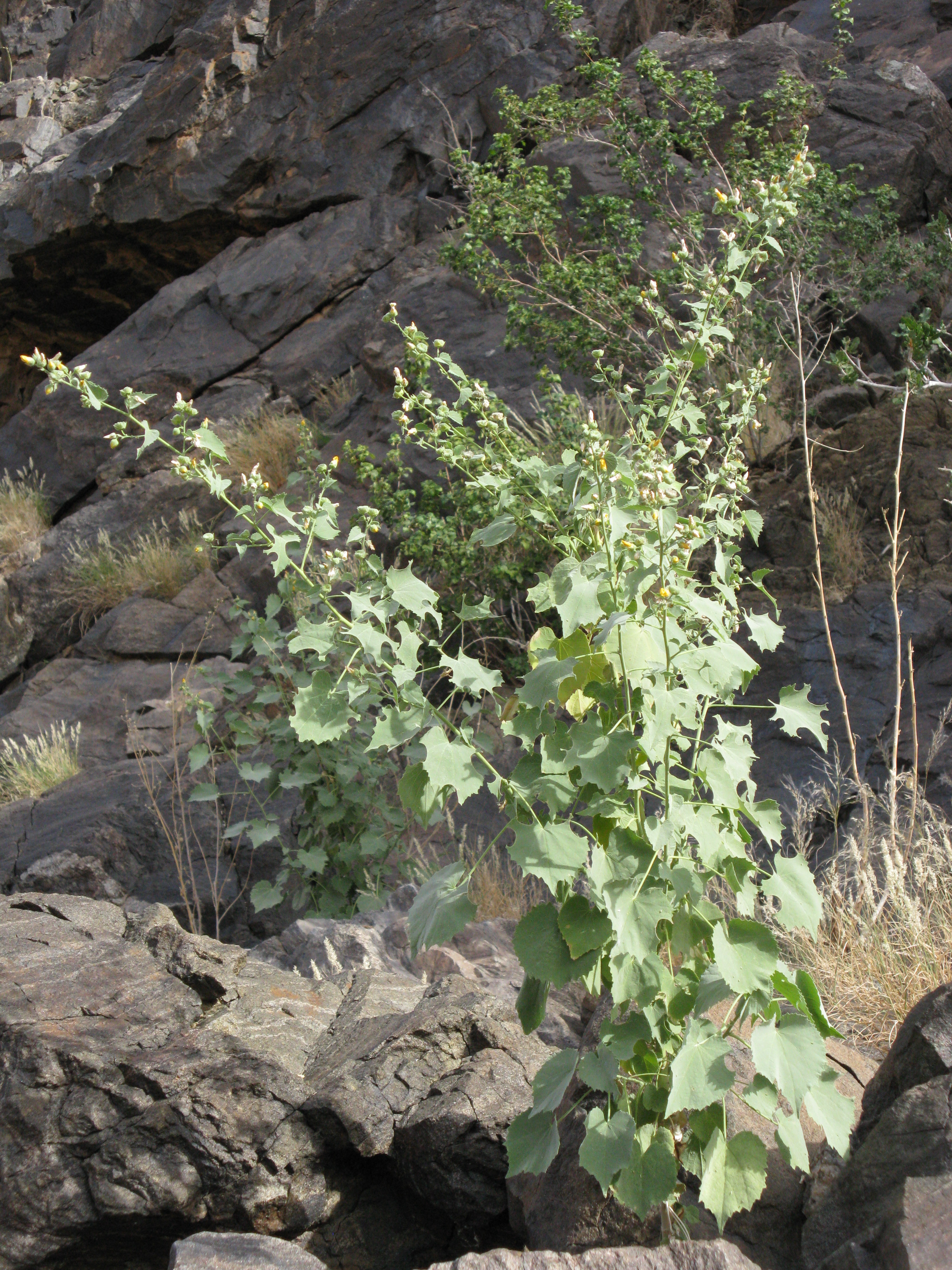
Vista de la planta

## Descripción
Hibiscus calyphyllus alcanza los  1-1.8 m de altura. Sus flores crecen hasta los 8-10 cm de ancho, de color amarillo con el centro marrón.

## Distribución y hábitat
Se encuentra en los bosques lluviosos, lugares forestales inundados o orillas fluviales ( en los bosques y los márgenes) , se extiende a las tierras altas de matorrales, bosques siempre verde; sabanas , en los barbechos, en los bordes de caminos, pastizales; en alturas de 450-2400 metros, en África tropical, Sudáfrica y Madagascar, Mascareñas y Yemen.

## Taxonomía
Hibiscus calyphyllus fue descrita por Antonio José de Cavanilles y publicado en Monadelphiae Classis Dissertationes Decem 5: 283, t. 140. 1788.
Etimología
Ver: Hibiscus
Sinonimia
- Hibiscus calycinus Willd.[2]
- Hibiscus grandifolius Hochst. ex A.Rich.
- Hibiscus calyphyllus var. grandiflorus De Wild.[3]
- Hibiscus borbonicus Link
- Hibiscus calycosus A.Rich.
- Hibiscus ficarius E.Mey. ex Harv.
- Hibiscus subtrilobatus Hochst. ex Mast.
- Hibiscus triumfettifolius Thonn.[4]